# Омское моторостроительное конструкторское бюро
Омское моторостроительное конструкторское бюро (ОМКБ, ОКБ-29) — российская двигателестроительная компания, специализирующаяся на разработке, производстве и ремонте малоразмерных газотурбинных двигателей гражданского и военного применения, а также наземных энергоузлов, турбостартеров и другого оборудования. Из-за вторжения России на Украину компания находится под санкциями стран Евросоюза и США.

## Руководство
История директоров ОМКБ:
- 1956—1973 гг. — Глушенков Валентин Андреевич.
- 1973—1985 гг. — Пащенко Виктор Степанович.
- 1985—2017 гг. — Костогрыз Валентин Григорьевич.
- 2017—2018 гг. — Марков Иван Иванович.
- 2018—2023 гг. — Крупнов Алексей Вячеславович.
- с 2023 г. — Шаповалов Игорь Александрович.

## История
12 августа 1941 года по приказу народного комиссара авиационной промышленности на основании постановлении ГКО завод эвакуируется из г. Запорожье в г. Омск. 7 ноября 1941 года произведено испытание первого двигателя М-88Б, собранного в Омске. С января 1942 года завод начал работать в полную силу. В 1943 году начат выпуск моторов АШ-82ФН. За образцовое выполнение заданий  по серийному производству моторов завод был награждён в 1944 году орденом Трудового Красного знамени, а в 1945 году - орденом Ленина.
В 1954 году на Омском моторостроительном заводе им. П. И. Баранова начинается серийное производство поршневых моторов АШ-82Т и АШ-82В, разработанных Пермским моторостроительным конструкторским бюро (ОКБ-19, главный конструктор Аркадий Дмитриевич Швецов) на базе двигателя АШ-82ФН. Два двигателя АШ-82Т устанавливались на самолёт Ил-14, а двигатель АШ-82В — на вертолёт Ми-4. Оба летательных аппарата являлись в то время одними из лучших в своём классе.
Для дальнейшего совершенствования этих двигателей, приказом Министра авиационной промышленности СССР № 557 от 23 августа 1955 года на заводе им. П. И. Баранова было создано СКБ (Серийное конструкторское бюро) — филиал ОКБ-19. Руководителем филиала был назначен Глушенков Валентин Андреевич, работавший до этого заместителем главного конструктора Пермского МКБ. Перед филиалом была поставлена задача осуществлять техническое руководство серийным выпуском двигателей АШ-82Т и АШ-82В на заводе им. П. И. Баранова, повышать надёжность их работы путём совершенствования конструкции деталей и узлов, повышать ресурс двигателей.
За время серийного производства двигателей гарантийный ресурс двигателей был доведён до 1500 ч. для АШ-82Т и 1200 ч. для АШ-82В.
Серийное КБ просуществовало до 1956 года. На его базе приказом МАП СССР № 544С от 15 октября 1956 года создаётся Государственное Союзное опытно-конструкторское бюро (ОКБ-29) для продолжения работ по поршневым двигателям АШ-82Т и АШ-82В и разработки малоразмерных газотурбинных двигателей. На территории завода им. П. И. Баранова появилась новая самостоятельная структура, не подчиняющаяся руководству завода. Для ОКБ-29 были выделены отдельные производственные помещения, а также наиболее квалифицированые рабочие и конструкторы, ранее работавшие на заводе. Руководителем ОКБ (Главным конструктором) становится В. А. Глушенков. Благодаря его усилиям в ОКБ создаётся коллектив первоклассных специалистов.
Первой самостоятельной разработкой ОКБ-29 совместно с Центральным институтом авиационного моторостроения (ЦИАМ) был газотурбинный двигатель ГТД-1 мощностью 300 л.с. Разработка началась в 1956 году под символичным шифром «Изделие 1». В 1958 году были успешно проведены первые 100-часовые длительные испытания двигателя ГТД-1. Двигатель предполагалось использовать в качестве вспомогательного танкового газотурбинного двигателя. Эра газовых турбин только начиналась. Ротор двигателя совершал 45 000 оборотов в минуту, что по тем временам казалось фантастикой. По не зависящим от ОКБ-29 двигатель в серию не пошёл.
В 1957 году ОКБ-29 получило новый заказ (Постановление Совета министров СССР № 207—100 от 20 февраля 1956 г.) на создание газотурбинного двигателя мощностью 750 л.с. и редуктора к нему. Двигатель с редуктором предназначались для морского двухмоторного вертолёта Ка-25 конструкции Николая Ильича Камова. В ноябре начинается разработка силовой установки («Изделие 3»), состоящей из 2-х двигателей ГТД-3 и редуктора РВ-3. В конструкцию двигателя были внедрены оригинальные разработки, неизвестные в отечественном авиационном двигателестроении. Многие идеи, применённые на этом двигателе (такие как осецентробежный компрессор, вращающаяся форсунка), стали «визитной карточкой» ОКБ-29.
Первые испытания двигателя ГТД-3 состоялись в 1960 году. В этом же году свой первый полёт совершил вертолёт Ка-25 с двумя двигателями ГТД-3 и редуктором РВ-3. После проведения первых лётных испытаний выяснилась необходимость форсирования двигателя до мощности 900 л.с. В 1964 году была создана силовая установка ГТД-3Ф («Изделие 3Ф») для палубного вертолёта Ка-25, состоящая из двух ГТД-3Ф мощностью 900 л.с. и силового редуктора несущих винтов РВ-3Ф. Двигатель серийно выпускался на заводе им. П. И. Баранова более 20 лет.
Первый опыт эксплуатации вертолётов Ка-25 в морских условиях выявил повышенную коррозию лопаток компрессора двигателя ГТД-3Ф. В ОКБ-29 провели работы по исправлению замеченных недостатков. В результате появляется обновлённая версия ГТД-3Ф — ГТД-3М («Изделие 3М») с лопатками компрессора, изготовленными из титанового сплава. Также мощность двигателя была повышена до 1100 л.с., гарантийный ресурс доведён до 500 ч. Двигатель серийно выпускался с 1973 по 1985 годы.
Продолжением линейки ГТД-3 стал двигатель ГТД-3ТЛ («Изделие 3ТЛ»), созданный специально для одного из первых в мире танков с газотурбинной силовой установкой — «Объект 167Т», представляющий собой модификацию Т-64 — средний танк Т-64Т. Испытания танк прошёл в 1963 году, продемонстрировав превосходство над дизельными танками практически по всем ходовым характеристикам. Однако в силу того, что изначально созданный для вертолётов двигатель ГТД-3 плохо подходил для танков, «Объект 167Т» так и остался опытным. Тем не менее, результаты испытаний дали основания для продолжения разработки танков с газотурбинными двигателями. Конечным результатом стал танк Т-80.
Также на основе ГТД-3 была создана зерносушилка. В то время для целинных хозяйств была остро необходима зерносушилка. Из-за её отсутствия огромные вороха хлеба превращались в гниющую массу. Тяжёлый труд людей шёл насмарку. ОКБ-29 поручили срочно сконструировать подвижную зерносушилку, способную быстро довести влажное зерно до кондиции. Специально изготовленную для этих целей газотурбинную установку доставили в один из целинных совхозов севера Казахской ССР. Испытывали её у подножия внушительной горы уже начавшего «гореть» зерна. После прогонки первой партии через горячее сопло плесени и гнили как не бывало. Производительность составила более 10 тонн в час. Сушилку тут же ввели в эксплуатацию. В тот год, да и последующие, зерносушилка из Омска помогла сохранить немалую часть целинного урожая. Однако в деле использовать её не пришлось — появились элеваторы.
В 1965 году появляется новый заказ. Приказом МАП СССР № 299 от 1 июня 1965-го г. ОКБ-29 поручается создание турбовинтового двигателя взлётной мощностью 940 л.с. для самолёта Бе-30 конструкции Георгия Михайловича Бериева. Самолёт предназначался для местных пассажирских авиалиний. Двигатель получил наименование ТВД-10 и шифр «Изделие 10». Чуть позже, в 1968 году по заданию МАП СССР ОКБ-29 приступило к разработке двигателя ТВД-10М («Изделие 10М») для морских катеров на воздушной подушке «Скат». Уже в 1969 году самолёт Бе-30 с двигателями ТВД-10 участвовал в международной выставке авиационной техники в Париже, где произвёл огромное впечатление на зрителей. Наконец, в 1970 году по двигателю ТВД-10 закончен весь комплекс доводочных, проверочных и стендовых длительных испытаний, и 16 февраля 1970 года успешно закончено проведение Государственных испытаний двигателя ТВД-10. Однако самолёт Бе-30 был снят с производства и двигатель ТВД-10 серийно не изготавливался. Позднее, 21 октября 1971 года Государственная комиссия подписала «Акт об успешном проведении длительных испытаний двигателя ТВД-10М». Серийное изготовление двигателей ТВД-10М производилось силами ОКБ-29. Двигатели ТВД-10М длительное время успешно эксплуатировались на вездеходных катерах ВМФ СССР. За создание и внедрение в серийное производство двигателя ТВД-10М, ОКБ-29 приказом МАП СССР № 380 от 28 сентября 1972 года была присуждена премия IV степени.
В 1967 году ОКБ-29 приступило к разработке нового малогабаритного газотурбинного двигателя небольшой мощности, выполненного по одновальной схеме — ГТД-5 («Изделие 5»), предназначенного для привода высокочастотного генератора С-20 мощностью 20 кВт на самоходной пусковой установке (СПУ) зенитно-ракетного комплекса «Круг» («Изделие 2П24»). Отличительными особенностями двигателя стали осестремительная турбина и возможность применения двух видов топлива: керосина и дизельного топлива. Позднее для привода генератора С-40 мощностью 40 кВт на СПУ ЗРК «Куб» («Изделие 2П25») был разработан двигатель ГТД-5М («Изделие 5М»). Работы по улучшению двигателя продолжались до 1980 годов. В 1980 году двигателю был установлен гарантийный ресурс 1250 ч., назначенный ресурс 3250 ч. Серийное производство двигателей на заводе им. П. И. Баранова продолжалось до 1991 года.
В 1973 году ОКБ-29 оказалось на грани расформирования. Руководство завода им. П. И. Баранова пожаловалось МАП на «нехватку производственных площадей и квалифицированных рабочих». Так как завод им. П. И. Баранова и ОКБ-29 располагались на одной территории, предполагалось забрать производственные площади и персонал ОКБ-29. В итоге МАП приняло решение о передаче производственных площадей, тысячи специалистов (рабочих, конструкторов, технологов) и ряда станков и оборудования Омскому моторостроительному заводу им. П. И. Баранова. От полной ликвидации ОКБ-29 спасло только то, что ВМФ нужно было поставлять двигатели ТВД-10М для кораблей на воздушной подушке «Скат», а завод им. П. И. Баранова отказался от предложения МАП по освоению и производству этого двигателя.
В марте 1973-года уезжает из Омска в Калугу Валентин Глушенков, проработавший бессменным руководителем ОКБ-29 с 1956-го по 1973 год. С марта 1973 года временное исполнение обязанностей руководителя предприятия было возложено на Льва Ушеренко, бывшего в то время первым заместителем главного конструктора. МАП и Омский областной комитет партии стали подбирать кандидатуры на должность руководителя ОКБ-29. Одним из основных претендентов был Владимир Соснин, бывший в то время начальником производства. Но всё-таки все пришли к общему мнению, что руководителем должен быть назначен выходец из этого же коллектива, в результате чего в ноябре 1973 года министром авиационной промышленности Петром Дементьевым был подписан приказ о назначении на должность главного конструктора (руководителя ОКБ-29) Виктора Степановича Пащенко.
Весь 1973 и начало 1974 года ушли на решение конфликтных вопросов по передаче заводу им. П. И. Баранова специалистов, оборудования и производственных площадей. Руководство завода подготовило и утвердило в МАП список рабочих, конструкторов и технологов, которые должны были перейти на завод. Естественно, это были лучшие специалисты, отработавшие в ОКБ-29 многие годы. Перевод из ОКБ-29 на завод для многих из них был очень болезненным, так что через некоторые время многие из них различными путями снова стали возвращаться в ОКБ-29.
С вопросом производственных площадей было сложнее — ранее в распоряжении ОКБ-29 был корпус № 94, где располагались механический и сборочный цехи. Новый сборочный цех определили в плохо приспособленном для этого корпусе № 55, в котором на момент передачи крыша находилась в аварийном состоянии. Интересен факт, что корпус № 94 после передачи заводу пустовал более года. Постепенно была освоена производственная площадка на окраине города. В этот тяжёлый для ОКБ-29 период ПО «Полет» предложило большой производственный корпус взамен базы отдыха ОКБ-29 в пос. Чернолучье. Однако после тщательного обсуждения предложения, руководство ОКБ-29 решило отказаться, сохранив своим сотрудникам прекрасные условия отдыха.
В дальнейшем руководство завода им. П. И. Баранова прилагало все усилия для того, чтобы превратить ОКБ-29 в простое подразделение завода, обеспечивающее только сопровождение двигателей в серийном производстве, пресекая все попытки по разработке новых изделий.
Но, несмотря на трудности и лишения, репутация ОКБ-29 как организации, способной создавать малоразмерные газотурбинные двигатели, сохранилась. Так, в период с 1973-го по 1976 год был разработан малогабаритный турбостартер мощностью 100 л.с. — ТКСЭ-17 («Изделие 17»). По окончании разработки турбостартер был передан на завод им. В. Я. Климова для освоения производства. Завод им. В. Я. Климова продолжил серийный выпуск турбостартера под обозначением "ГТДЭ-117", также создав несколько модификаций.
<...>
С августа 2018 года ОМКБ вошло в состав ОДК-Сатурн, став его филиалом. При этом название сменилось на "Филиал ПАО "ОДК-Сатурн" - ОМКБ".

## Разработки ОМКБ
- ГТД-1 — танковая вспомогательная силовая установка.
- ГТД-3 (ГТД-3Ф, ГТД-3М) — двигатель для противолодочного вертолёта Ка-25.
- ГТД-3Т (ГТД-3ТЛ, ГТД-3ТУ, ГТД-3ТП) — двигатели для опытных танков «Объект 167Т» и «Объект 003».
- РВ-3 (РВ-3Ф, РВ-3М) — редуктор винтов для противолодочного вертолёта Ка-25.
- ГТД-5 — вспомогательная силовая установка для ЗРК «Круг».
- ГТД-5М — вспомогательная силовая установка для ЗРК «Куб».
- ТВД-10 — двигатель для самолёта местных авиалиний Бе-30 (Бе-32).
- ТВД-10М — двигатель для катера на воздушной подушке «Скат».
- ТВД-10Б — двигатель для самолёта местных авиалиний Ан-28.
- УПАЗ —  воздушная турбина для унифицированного подвесного аппарата заправки для воздушных топливозаправщиков.
- ТКСЭ-17  — турбостартер.
- ТВД-20 — двигатель для самолётов местных авиалиний Ан-3 и Ан-38.
- ВСУ-10 — вспомогательная силовая установка для аэробусов Ил-86 и Ил-96.
- ТРДД-50 — маршевый двигатель для крылатых ракет типа Х-55.

Дизайн-проекты:
- ТВ-0-100 — двигатель для многоцелевого вертолёта Ка-126.
- ЭУ-53 — автономная газотурбинная электростанция для локального электро- и теплоснабжения изолированного потребителя, привода технологического оборудования.
- ВГТД-43 — вспомогательная силовая установка для пассажирского среднемагистрального самолёта Ту-204.
- ГТД-400 — модульный турбовальный/турбовинтовой малогабаритный двигатель.